# Magarso

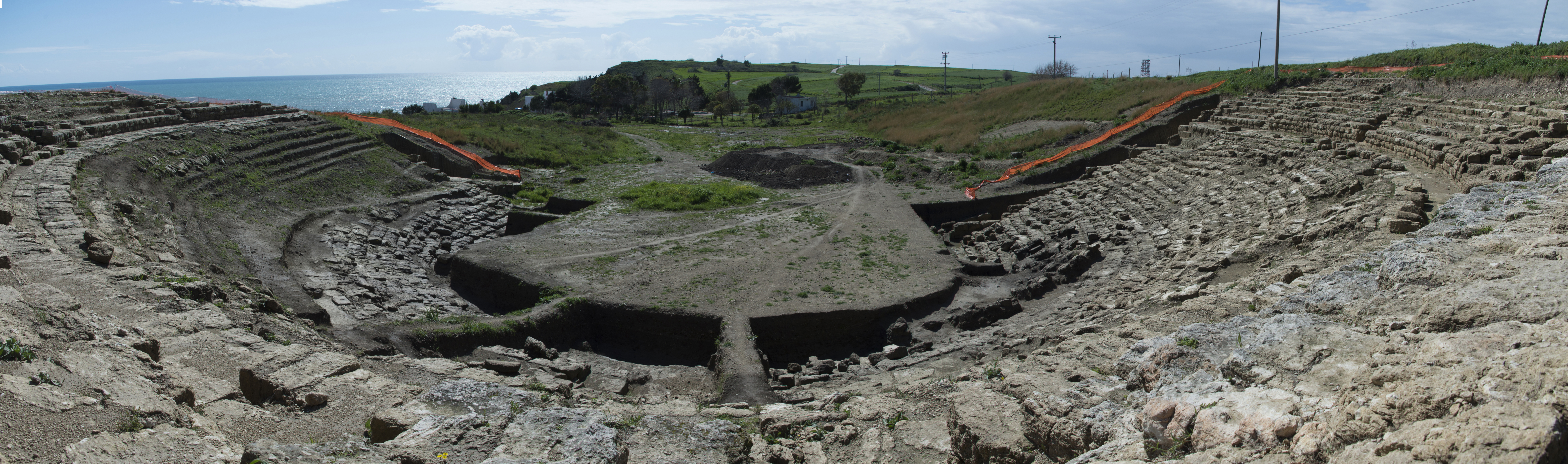
Panorama de la antigua ciudad. 2015

Magarso o Magarsa (en griego, Μάγαρσος, Μάγαρσα) fue una antigua ciudad marítima griega del Asia Menor (actual Turquía), en la Cilicia oriental, no lejos de la primitiva desembocadura del  río Píramo (hoy Ceyhan), cerca del promontorio de Karataş Burnu. Estaba situada al oeste del localidad moderna de Karataş.
Alejandro Magno, el año 333 a. C., antes de la batalla de Iso, hizo allí un sacrificio a Atenea de Magarso y desde allí marchó a Malo.
Magarso era el puerto de Malo. Ambas ciudades formaron parte de la ciudad de Antioquía del Píramo durante el reinado de Antioco IV.
La localización del lugar está actualmente a varios kilómetros de la costa mediterránea, sobre una elevación sobre la península de Karataş, en la provincia de Adana, a varios km de la ciudad de Karataş. Se han hallado restos arqueológicos entre los que se encuentran un teatro griego y el templo de Atenea.